# Deep Sea Range
Deep Sea Range est une zone de lancement de missiles de la Royal Air Force située dans les Hébrides extérieures.

## Historique

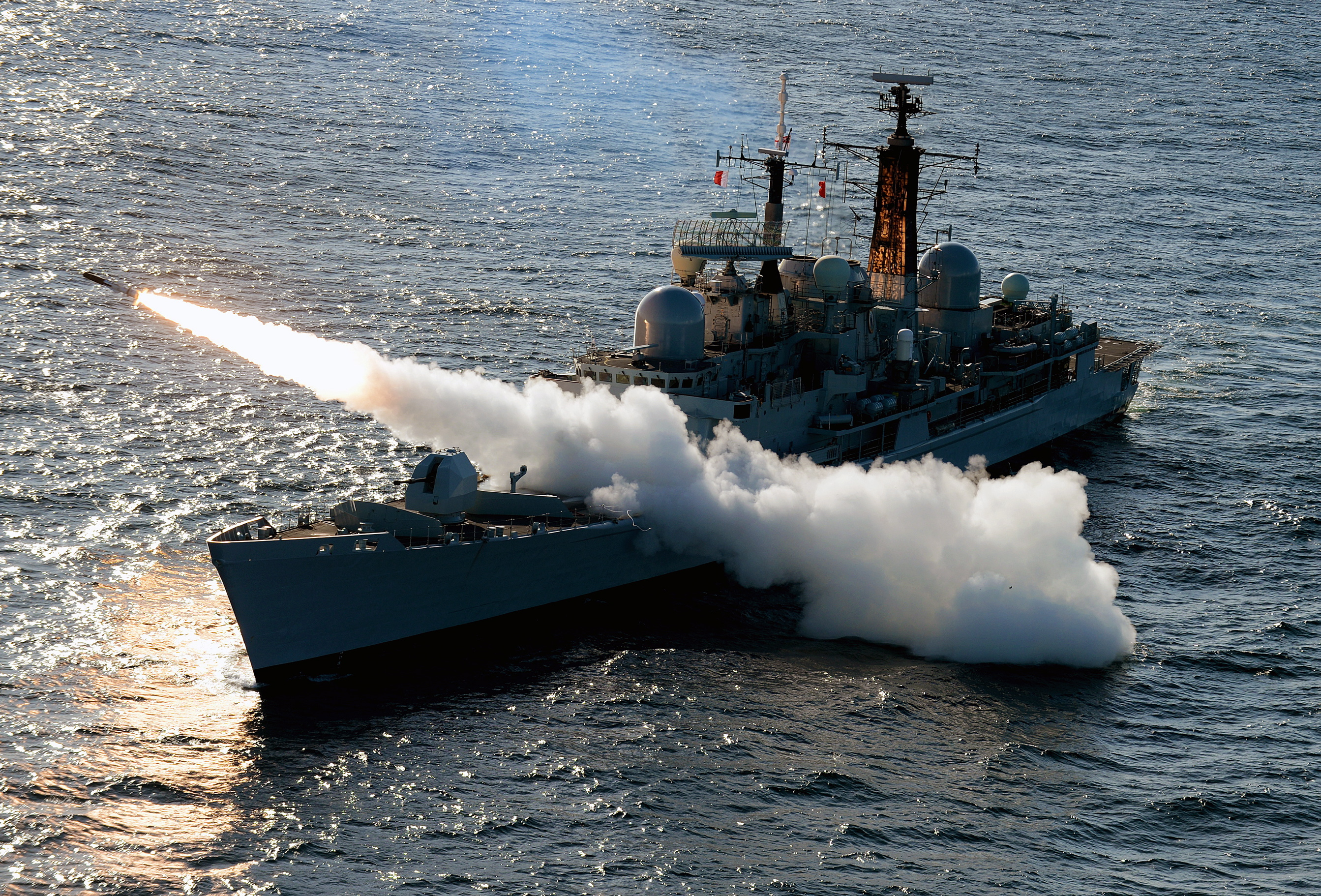
Le HMS Edinburgh lançant un Sea Dart sur le champ de tir en avril 2012.

La  zone était gérée par l'Agence d'évaluation et de recherche de la défense (DERA) pour évaluer de nouveaux missiles. St Kilda est devenue le premier site du patrimoine mondial d’Écosse en 1987.
Le site a été construit en 1957 par le ministère de la Défense pour tester des missiles à capacités nucléaires. Il est également utilisé par le  Royal Artillery Guided Weapons Range, Hebrides pour des tirs de missiles classiques,. L'opposition à la construction de la gamme a donné lieu au roman Rockets Galore! de Sir Compton Mackenzie, qui a été adapté en un film tourné sur l'île de Barra.
La résistance à la construction de la zone a également conduit à la construction du monument religieux Notre-Dame des Îles.

## Structure
Il est situé dans les Hébrides extérieures sur South Uist. Les missiles sont suivis depuis St Kilda, en Écosse, une île autrefois inhabitée, qui est maintenant louée par le ministère de la Défense. 
Le site est géré par QinetiQ, une ancienne division privatisée du ministère de la Défense.
Environ 230 personnes travaillent sur tous les sites de la zone.